# Vicente Guerrero (San Pablo del Monte)
Vicente Guerrero è la città più popolosa dello stato messicano della Tlaxcala. Conta 55.760 abitanti secondo le stime del censimento del 2005 e le sue coordinate sono 19°07′N 98°10′W. La città si trova ad una altitudine pari a 1.880 m s.l.m.